# Fosfomycyna
Fosfomycyna (łac. Fosfomycinum) – fosforoorganiczny związek chemiczny z grupy fosfonianów. Jest antybiotykiem. Występuje naturalnie, został wyizolowany z różnych szczepów Streptomyces, będący pochodną kwasu fosfonowego.

## Mechanizm działania
Fosfomycyna jest antybiotykiem o działaniu bakteriobójczym. Mechanizm działania opiera się na hamowaniu pierwszego etapu syntezy peptydoglikanu ściany komórkowej bakterii, poprzez unieczynnienie enzymu transferazy fosfoenolopirogronianowej.

## Spektrum działania
Fosfomycyna obejmuje swym działaniem zarówno bakterie Gram-dodatnie, jak i Gram-ujemne, między innymi:
- Escherichia coli
- Citrobacter
- Klebsiella
- Proteus
- Serratia
- Pseudomonas
- Enterobacter

Na fosfomycynę oporne są drobnoustroje z rodzaju Bacteroides oraz pewne szczepy Pseudomonas i Proteus. Oporność może być typu chromosomalnego lub plazmidowego.

## Wskazania
Fosfomycynę stosuje się w niepowikłanych postaciach zapalenia pęcherza moczowego, w przypadku bezobjawowego bakteriomoczu, o ile są wskazania do jego leczenia, oraz w profilaktyce zakażeń układu moczowego.

## Przeciwwskazania
- nietolerancja leku
- ciężka niewydolność nerek
- leczenie hemodializą
- wiek poniżej 5. i powyżej 75. roku życia

## Działania niepożądane
Fosfomycyna może wywołać nudności, zgagę, biegunkę, ból brzucha, ból i zawroty głowy.

## Preparaty w Polsce
Preparaty fosfomycyny dostępne są w postaci granulatu do sporządzania roztworu doustnego (dostępne na receptę) lub proszku do sporządzania roztworu do infuzji (do stosowania w leczeniu zamkniętym): W lipcu 2020 w Polsce dostępne były Afastural, Infectofos, Monural, Symural i Uromaste.